# Heinz Weis
Heinz Weis (14. července 1963) je bývalý německý atlet specializující se na hod kladivem, mistr světa z roku 1997.

## Sportovní kariéra
Jeho prvním mezinárodním úspěchem bylo vítězství v hodu kladivem na univerziádě v roce 1985. Na světovém šampionátu v Tokiu v roce 1991 získal v soutěži kladivářů bronzovou medaili, na nejvyšší stupeň vystoupil po vítězství na mistrovství světa v roce 1997. Na evropském šampionátu v roce 1994 vybojoval v hodu kladivem bronzovou medaili. Při svých olympijských startech tak úspěšný nebyl - v Soulu (1988) a Atlantě (1996) skončil pátý, v Barceloně (1992) mezi kladiváři šestý.
Jeho osobní rekord 83,08 metru pochází z roku 1997.